# Тихвинская гряда
Тихвинская гряда — холмистая возвышенность на юго-востоке Ленинградской области, часть Валдайской возвышенности. Высота до 280 м. С отложениями каменноугольного возраста, лежащими в основании тихвинской гряды, связаны месторождения бокситов, огнеупорных глин и стекольных песков. Тихвинская гряда покрыта хвойными лесами, частично распахана.